# Пяски (Щецинецький повіт)
Пя́ски (пол. Piaski, нім. Patzig) — село в Польщі, у гміні Барвиці Щецинецького повіту Західнопоморського воєводства.
Населення — 193 особи (2011).

## Демографія
Демографічна структура станом на 31 березня 2011 року:
|          | Загалом | Допрацездатний вік | Працездатний вік | Постпрацездатний вік |
| -------- | ------- | ------------------ | ---------------- | -------------------- |
| Чоловіки | 94      | 16                 | 71               | 7                    |
| Жінки    | 99      | 14                 | 62               | 23                   |
| Разом    | 193     | 30                 | 133              | 30                   |